# 源氏将軍
源氏将軍（げんじしょうぐん）は、源氏の血筋をひく将軍、特に清和源氏の中でも河内源氏出身の征夷大将軍をいう。

## 概要
源氏将軍とは、狭義には鎌倉幕府を開いた源頼朝、頼家、実朝の3代の将軍を指す。広義には室町幕府を開いた河内源氏の同族足利尊氏を初代とする足利将軍家、源氏を称して江戸幕府を開いた徳川将軍家も含まれる。なお以前は『吾妻鏡』などを根拠に、源義仲が任官したのも「征夷大将軍」とする説が有力で、『玉葉』などに記されている「征東大将軍」説を唱えるのは少数派であったが、『三槐荒涼抜書要』所収の『山槐記』建久3年（1192年）7月9日条に、頼朝の征夷大将軍任官の経緯の記述が発見され、それによると「大将軍」を要求した頼朝に対して、朝廷では検討の末、義仲の任官した「征東大将軍」などを凶例としてしりぞけ、田村麻呂の任官した「征夷大将軍」を吉例として、これを与えることを決定したという。これによって、義仲が任官したのは「征夷大将軍」ではなく、「征東大将軍」であったことが明らかとなった。
後世、征夷大将軍は武家の棟梁である源氏にのみ与えられる官職であるという説が流布したが俗説である。頼朝以前の征夷大将軍は大伴弟麻呂や坂上田村麻呂などで、源氏出身の征夷大将軍はいない。さらに、武家の棟梁と呼ばれる系譜は、源氏以外にも、平氏や秀郷流藤原氏など多数併立していた。もとより清和源氏は武家源氏の代表格であり、東国武士をまとめあげたという点で他の武門を圧倒する家格と勢力を誇った。清和源氏のうち特に頼朝の属した河内源氏は、八幡太郎義家のように武勇に名高く、武家の棟梁、源氏の大将、源氏の嫡流と称され、東国武士の求心力たり得る家系であった。一時は源氏を朝敵に追いやり朝廷の実権を掌握した平家に対して、後に追討の宣旨が発せられ、これを受けて再び挙兵した源氏によって滅ぼされると東国に朝廷の支配を受けない武家政権が樹立され、結果的に源氏が唯一にして最大の武門の棟梁たる氏族としての地位を形成していったことは確かだろう。
だが実際には、頼朝により初の全国的な武家政権として発足した鎌倉幕府において実朝が暗殺され源氏将軍の血筋が断絶して以降、頼朝の遠縁（同母妹・坊門姫の女系の曾孫）とはいえ藤原氏の嫡流である摂家より4代将軍として藤原頼経が招かれ摂家将軍が成立し、後に皇族から宮将軍が招かれたように、源氏でなければ将軍になれないという慣例は鎌倉幕府自身によって否定されている。むしろ、頼朝の同族である清和源氏は外様として処遇されたり、謀叛の疑いにより滅ぼされている。その意味で、源氏将軍を生みだした鎌倉幕府そのものが源氏将軍の絶対性を否定していると言える。
もちろん、全国の武士の求心力たり得た源氏が将軍であるべきという観念が、まったくの幻想であったわけではない。実朝の将軍在職中に北条時政が実朝を排除して代わりに将軍職に就けようと押し立てた平賀朝雅は源氏であるし、藤原頼経が実朝暗殺後の将軍として鎌倉に迎えられる際、源氏改姓が評議されたこともあり、またその正室竹御所（頼朝の孫）は最後の子孫として男子の出生を期待されたが、母子ともに死産に終わり、頼朝の血筋は完全に断絶した。
ただし後に、坊門姫の血を女系で引く近衛宰子は執権・北条時頼の猶子という形で6代将軍・宗尊親王に嫁いでおり、その間に生まれた惟康親王（7代将軍）およびその外孫・守邦親王（9代将軍）はかなりの遠縁ではあるが源義朝の血をひいてはいた。7代将軍として推戴された惟康親王は、初め親王宣下がなされず惟康王であったが、後に実際に臣籍降下して源姓を賜り源惟康となった。後嵯峨上皇の皇子である6代将軍・宗尊親王の王子である惟康が臣籍降下せねばならぬ理由は朝廷側にはなく、幕府側の要請によるとの説もあり、これは、幕府の主宰者は源氏将軍たるべきという理想や観念、いわゆる「源氏将軍観」が当時、御家人の中に根強かったのではないかとする説がある。惟康の場合、その源氏賜姓と正二位昇叙は執権が北条時宗であった期間に行われているが、これは対蒙古襲来政策として時宗が「源頼朝」の再現を図ったものとされている。しかし、あくまで幕府の実権は「将軍の御後見」たる執権・北条氏（とりわけ得宗家）の手中にあり、将軍の地位はまさに傀儡か象徴的意味しか持ち合わせず、得宗からしてみれば将軍が源氏として求心力を持つことは回避したい事態であり、事実、一度は源氏として臣籍降下した惟康親王も時宗の死後北条貞時の代に入ると程なく親王宣下がなされた上で将軍の座を追われ、従兄弟（後深草天皇の皇子）の久明親王が幼くして将軍として擁立され、かつ臣籍降下も行われることなく、その王子守邦親王も宮将軍として将軍に擁立された。まさに源氏将軍の格式は時の権力者にとって恣意的に扱われたといってよい。

## 源氏将軍観の高揚と足利氏の「源氏嫡流」化はあったか？
前述の「源氏将軍観」の高まりによって次のような現象が生じた。かつての源氏将軍たる頼朝と同じ河内源氏の出身である御家人の中には、後に室町幕府を開くこととなる足利氏がおり、時宗政権期に当主であった足利家時は、烏帽子親である北条時宗が頂戴する将軍・源惟康の近臣筆頭として支えることで同時に時宗政権に協力する姿勢を示して北条氏から優遇されていたが、やがてその出自ゆえに足利氏の方が将軍にふさわしいとの認識を周囲に呼び起こし、足利氏にその野心があるとの猜疑心を生みだしたようで、時宗の死よりわずか3ヶ月後、弘安7年（1284年）6月25日に自殺を遂げた。家時の自殺の理由については諸説あったが、近年の研究では足利氏を「源氏将軍観」から切り離すため、時宗に殉死することで北条氏への忠誠を示す意図があったとする見解もある。翌8年（1285年）の霜月騒動の折には安達泰盛と対立した平頼綱が「泰盛の子宗景が藤原氏から源氏に改姓し将軍にならんとする陰謀あり」と執権北条貞時に讒言し、その頼綱が後に貞時に討伐された（平禅門の乱）のも次男の飯沼資宗を将軍にせんとする疑いをかけられたことによるもので、これらは「源氏将軍」を擁立する運動であったという。
これらのことは、以後新たに源氏将軍を擁する反乱が起こり得る可能性があることを示しており、当時の執権・北条貞時はその対策として足利氏を「源氏嫡流」として公認したという。このことは他の源氏との格差が明示されることになるため、足利氏の側も歓迎し、これによって北条・足利両氏で合意が形成され、その一環として貞時の子・高時の代には、足利貞氏の最初の嫡子に、高時の偏諱「高」と清和源氏の通字「義」の使用を認めて「高義」と名乗らせたとされる。ただし、これは足利氏が将軍になる可能性を認めることになるため、公認に際しては北条氏の擁立する親王将軍に伺候する立場を示すことで同氏へ服従する姿勢を示すことを条件とし、足利氏はこれを遵守した。例えば、前述の家時の自殺もその行為の一つと捉えることができるが、貞氏自身も、正安3年（1301年）に烏帽子親の北条貞時に従って出家し、元亨3年（1323年）の貞時の十三回忌法要に際しては、当時の実力者・長崎円喜に次ぐ230貫文という高額の費用を進上している。これによって足利氏は北条氏得宗家から優遇されてその政治的立場を安定させることに成功し、得宗に次ぐ家格を維持することができた。
建武3年（1336年）2月、京都周辺で後醍醐天皇方との戦いに敗れ九州に落ち延びた足利尊氏は、その途上で「将軍家」を自称し、諸国の武士もすぐにそれを支持した事実が確認されているが、事前にその前提となる思想的基盤が形成されていたはずであり、前述した父・貞氏の代までに足利氏が源氏将軍の資格を持つ「源氏嫡流」となったことがそれにあたるとされている。
以上のような説に対して、実朝没後の鎌倉時代には「源氏の嫡流」は存在せず、鎌倉時代後期の「源氏将軍観の高揚」も起こっていなかったとする見解もある。頼朝が将軍であった鎌倉時代初期には御家人は「門葉」「家子」「侍」にランク付けされており、足利氏は上位の「門葉」に位置付けられてはいたが、あくまでも将軍の家臣である御家人だった。鎌倉時代の足利氏が「源氏の嫡流」だったとする同時代の史料は確認できず、この説が記されているのは戦国時代成立の『今川記』『今川家譜』である。鎌倉時代における足利氏の家格は寄合衆を出す赤橋氏・金沢氏などの北条氏庶流に並ぶ高いものだったが、その位置付けは「源氏の嫡流」ではなく「御家人の中の名門」と考えるのが妥当である。また鎌倉時代後期の「源氏将軍観の高揚」としてあげられる事例は、いずれも源氏であるというよりは頼朝の後継者であることが将軍の条件とされている。よって鎌倉時代後期に起こっていたのは「源氏将軍観の高揚」ではなく「頼朝の権威上昇」だったと考えられる。以上のことから、鎌倉時代の足利氏は「源氏の嫡流」ではなく、実朝没後の鎌倉時代には武士たちは「源氏の嫡流」は滅亡したからもういないと考えていたとしている。

## 源氏将軍復活と源氏将軍神話誕生の過程
元弘3年（1333年）に鎌倉幕府が滅亡し、後醍醐天皇の建武の新政をめぐる国内の動乱のさなか、足利尊氏が征夷大将軍に任ぜられ室町幕府を開いたことで、実朝の死から約120年ぶりに河内源氏出身の源氏将軍が復活することとなった。
『太平記』によれば、後醍醐天皇の親政下の建武2年（1335年）、幕府とともに滅亡した北条高時の遺児時行が叛旗を翻し鎌倉に攻め上った際、尊氏は「そもそも征夷将軍の任は代々の源平の輩、其の位に居するの例、計らず。此の一事、殊に朝の為、家の為、深き所なり」即ち、源氏平氏が征夷大将軍の任についた例は数えきれないとして、自らも将軍宣下を受けた上で北条討伐を行いたいと奏上したという。
足利将軍家がかつての源氏将軍と同族であり、徳川将軍家も源氏を称するなど、いわゆる幕府の将軍家による支配の歴史の中で、あたかも「武家政権の長は源氏であるべき」、あるいは「源氏でなければ将軍になれない」という誤解ともいえる観念が生じたものと考えられている。
しかし、戦国時代に室町幕府を実質的に滅ぼした織田信長が、権大納言と右近衛大将に就任し、天下人として公認された。当時の征夷大将軍足利義昭は近衛中将なので信長は朝廷内の近衛府では上官に当たる。しかし、天正6年（1578年）4月、天下統一（四海平定）がまだとの理由で突然いっさいの官職から辞任し、嫡男信忠に譲りたいと申し立てた。しかし、朝廷は信忠譲渡は無視し、正親町天皇は、その後も天正9年3月7日、信長に左近衛大将に就任するよう勧めたり律令制官職体制に戻そうと努める。そして京都所司代の村井貞勝に相談したところ「征夷大将軍、太政大臣、関白」の案が信長の相談なしに勇み足的に出されたと言われ、そのまま、安土城に勅使を出したが、信長は突然の申し出に戸惑い、返事をしないままとなった（三職推任問題）。だが信長は平氏が本姓だが、朝廷内に征夷大将軍に推すことに何らの疑問や議論もなく、源氏でなければ将軍にしないという認識はまるでなかった。
本能寺の変での信長横死の後で、羽柴秀吉は公卿に任じられた際、征夷大将軍を兼任するように推されたが断っている（『多聞院日記』天正12年(1584)10月16日条）。その後天下統一し、近衛前久の猶子となって関白に任ぜられ豊臣政権を開く。なお江戸時代になり江戸幕府の儒者の林羅山が、「秀吉が将軍職を欲し、室町幕府15代将軍の足利義昭に猶子とするよう要請し断られた」と書いたが何の史料もないことであり、単なる豊臣家を貶め、徳川将軍の体制を高める宣伝に過ぎないと言われている（『豊臣秀吉譜』）。
豊臣政権の後、藤原姓を称したこともある徳川家康が源氏として征夷大将軍に任ぜられ、日本史上3人しかいない幕府開府者がいずれも源氏だと、源氏でなければ将軍になれないという源氏将軍神話、源氏将軍信仰が徳川幕府から広められたと考えられている。